# Kifaya
Kifaya, que en àrab significa "prou", és un moviment polític egipci format per una coalició d'opositors règimen de Hosni Mubarak. Creat el juliol de 2004 per activistes d'orígens diversos, principalment veterans de moviments d'estudiants i obrers. Kifaya afirma no aspirar a la creació d'un partit polític i contempla la seva heterogeneïtat com un actiu més que no pas una feblesa.
Contraris a la reelecció per a un cinquè mandat de Hosni Mubarak, a favor de la derogació de l'estat d'emergència vigent a Egipte des de l'assassinat d'Anwar al-Sadat el 1981, a favor de les llibertats fonamentals dels egipcis, contra l'ocupació nord-americana de l'Iraq, la d'Israel a Palestina i els plans per a orient mitjà de l'administració Bush.